# Pašovice
Pašovice (en allemand : Paschowitz, précédemment Parschowitz) est une commune du district d'Uherské Hradiště, dans la région de Zlín, en République tchèque. Sa population s'élevait à 702 habitants en 2020.

## Géographie
Pašovice se trouve à 12 km à l'est-nord-est d'Uherské Hradiště, à 17 km au sud de Zlín, à 94 km au sud-ouest d'Ostrava et à 257 km à l'est-sud-est de Prague.
La commune est limitée par Částkov, Velký Ořechov et Dobrkovice au nord, par Uherský Brod à l'est et au sud-est, et par Prakšice au sud et à l'ouest.

## Histoire
La première mention écrite du village date de 1365.